# Sanbō Kōjin
 (octobre 2024).
La mise en forme du texte ne suit pas les recommandations de Wikipédia : il faut le « wikifier ».
Les points d'amélioration suivants sont les cas les plus fréquents. Le détail des points à revoir est peut-être précisé sur la page de discussion.
- Les titres sont pré-formatés par le logiciel. Ils ne sont ni en capitales, ni en gras.
- Le texte ne doit pas être écrit en capitales (les noms de famille non plus), ni en gras, ni en italique, ni en « petit »…
- Le gras n'est utilisé que pour surligner le titre de l'article dans l'introduction, une seule fois.
- L'italique est rarement utilisé : mots en langue étrangère, titres d'œuvres, noms de bateaux, etc.
- Les citations ne sont pas en italique mais en corps de texte normal. Elles sont entourées par des guillemets français : « et ».
- Les listes à puces sont à éviter, des paragraphes rédigés étant largement préférés. Les tableaux sont à réserver à la présentation de données structurées (résultats, etc.).
- Les appels de note de bas de page (petits chiffres en exposant, introduits par l'outil «  Source ») sont à placer entre la fin de phrase et le point final[comme ça].
- Les liens internes (vers d'autres articles de Wikipédia) sont à choisir avec parcimonie. Créez des liens vers des articles approfondissant le sujet. Les termes génériques sans rapport avec le sujet sont à éviter, ainsi que les répétitions de liens vers un même terme.
- Les liens externes sont à placer uniquement dans une section « Liens externes », à la fin de l'article. Ces liens sont à choisir avec parcimonie suivant les règles définies. Si un lien sert de source à l'article, son insertion dans le texte est à faire par les notes de bas de page.
- La présentation des références doit suivre les conventions bibliographiques. Il est recommandé d'utiliser les modèles {{Ouvrage}}, {{Chapitre}}, {{Article}}, {{Lien web}} et/ou {{Bibliographie}}. Le mode d'édition visuel peut mettre en forme automatiquement les références.
- Insérer une infobox (cadre d'informations à droite) n'est pas obligatoire pour parachever la mise en page.

Pour une aide détaillée, merci de consulter Aide:Wikification.
Si vous pensez que ces points ont été résolus, vous pouvez retirer ce bandeau et améliorer la mise en forme d'un autre article.
 (Octobre 2024).

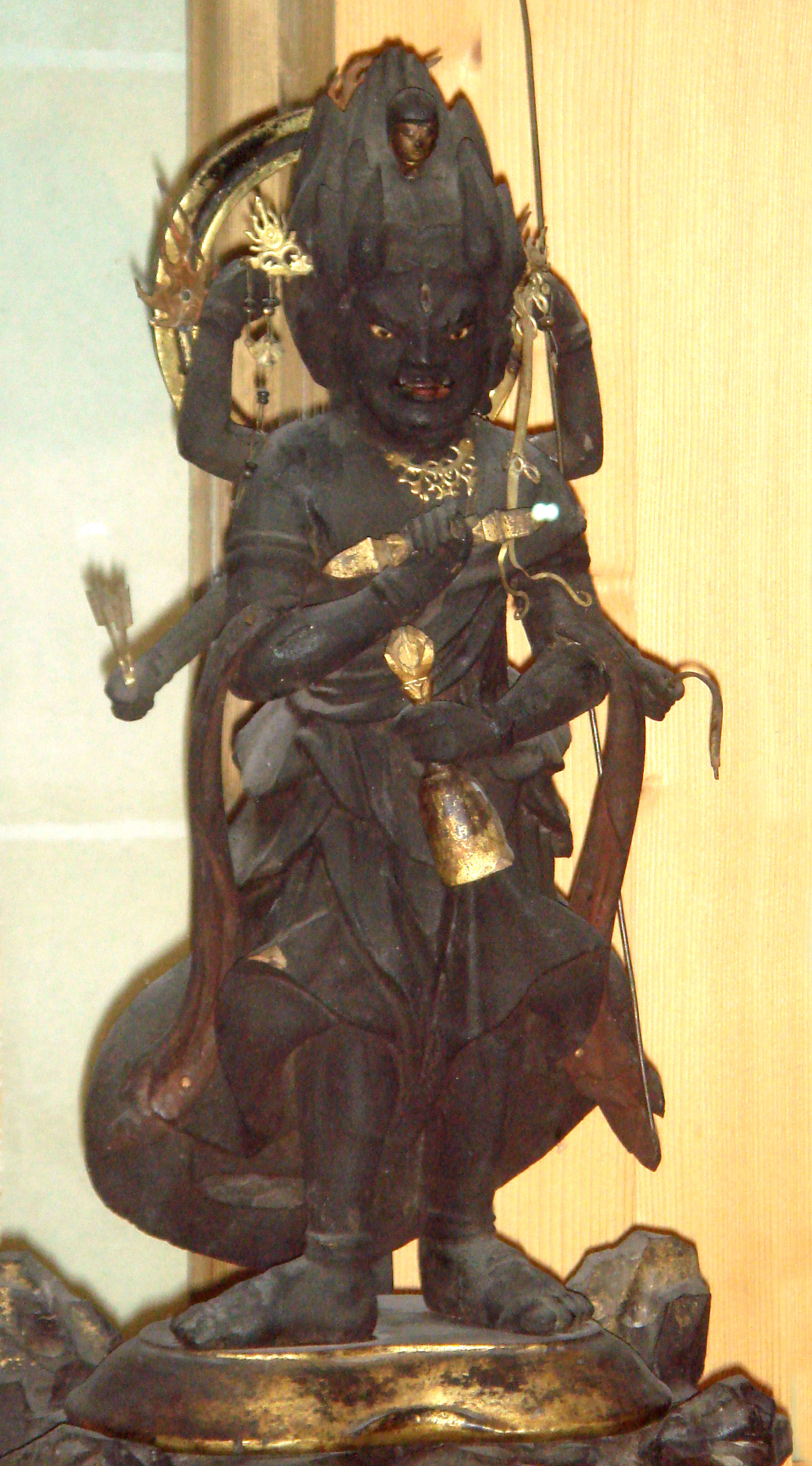
Sanbō Kōjin au Musée Guimet

Sanbō Kōjin (三宝荒神?)est une divinité du bouddhisme propre à Japon. Il est considéré comme une divinité gardienne des Trois Joyaux (Bouddha, Dharma, Sangha) et comme un Bouddha qui repousse les impuretés.

## Aperçu
Kōjin est une divinité protectrice du Dharma et des temples.
Le Kōjin sous forme de statue n'est pas une représentation d'une divinité bouddhique d'origine indienne, mais une figure qui a évolué de manière unique dans le cadre de la foi bouddhique japonaise, le Sanbō Kōjin étant l'un de ses représentants les plus emblématiques. Il est le fruit d'une syncrétisation d'éléments de la shinto, du bouddhisme ésotérique et des croyances liées aux montagnes, combinant la soul (荒魂) traditionnelle du Japon et les divinités d'origine indienne telles que les Yaksha. Environ 300 temples et sanctuaires dédiés au Kōjin existent à travers le Japon, et une dizaine sont consacrés au Sanbō Kōjin.
Les représentations de Sanbō Kōjin ont généralement trois visages et six bras, ou huit visages avec six bras (avec cinq petites têtes au-dessus de la tête principale). Son expression de colère, pleine de compassion, est destinée à punir le mal, et il partage des caractéristiques communes avec les statues de Myōō du bouddhisme ésotérique.
Étant considéré comme un dieu qui éloigne les impuretés et les calamités, il est vénéré en tant que dieu du feu et du kama et est souvent célébré en tant que kami du foyer. Cela découle de la croyance selon laquelle la cuisine et le foyer sont des lieux les plus purs au Japon. Les exemples de statues de Sanbō Kōjin datent principalement de l'époque moderne.
Il est également considéré comme une divinité vénérée dans les montagnes, notamment sur le mont Miwa, où des clans comme les Kuniumi de Izumo et Yamato l'ont adoré depuis l'Antiquité.
Il est souvent identifié à Shōtoku Taishi, une figure sacralisée qui s'appuie sur le passage du Seventeen Article Constitution : "Respectez profondément les Trois Joyaux. Les Trois Joyaux sont Bouddha, Dharma, Sangha."
Dans le Dai Kōjinkyō, il est décrit comme ayant l'apparence d'une Tennin (divinité céleste), et il est parfois considéré comme identique à Monju ou Fudō Myōō.
Selon certaines écoles du Nichiren, Sanbō Kōjin est considéré comme identique aux Jurasetsu sur la base de l'expression de la Gōgyoku Koden.

## Sites historiques
Selon une légende, Yasumaru a prié sur le mont Kongō et a vu un nuage rouge se former au nord-est, ce qui a conduit à l'apparition de Kōjin. Il a ensuite construit un sanctuaire à cet endroit. Une autre théorie suggère que le Kōjin est né de l'adoration de la souls (荒魂). Cette interprétation fait écho aux traditions hindoues où les mauvais dieux sont devenus des divinités protectrices et des divinités bienveillantes après avoir embrassé le bouddhisme, un phénomène similaire observé au Japon.
Minamoto no Yoriyoshi, un général chargé d'une mission d'expédition, a fondé un temple à Kamakura et à Musashi Ōmiya, où il a également vénéré Sanbō Kōjin.
On dit que Uesugi Kenshin possédait un kabuto (casque) orné de Sanbō Kōjin【[source]】.

## Mantra
On Kenbaya Kenbaya Sowaka【小瀧宥瑞『すごい真言』2023年 フォレスト出版 140頁】. Ce mantra est tiré du Dai Kōjinkyō et fait partie des divers mantras associés au Kōjin.

## Culte
En tant que dieu du feu et du foyer, il est souvent vénéré dans la cuisine, considérée comme le lieu le plus pur de la maison. Les méthodes de culte varient, mais au Seirō Kōjin Seiseiji, on pratique une révérence suivie de trois frappes de mains et d'une autre révérence, en chantant le Sūtra du cœur et le mantra du Kōjin sept fois【[source]】. Lorsque les fidèles placent une amulette chez eux, ils utilisent un kamidana plutôt qu'un butsudan【[source】】.

## Principaux sanctuaires de Sanbō Kōjin
- Sanctuaire de Kawakami Sanbō Kōjin – Préfecture d'Ehime, Saijō (ancien Niihama et village de Ōkōin)
- Temple de Seirō Kōjin – Préfecture de Hyōgo, Takarazuka
- Sanctuaire de Tsutsui Sanbō Kōjin – Préfecture de Hyōgo, Takarazuka – Préfecture de Kōbe
- Sanctuaire de Hikari Sanbō Kōjin – Préfecture de Wakayama, Hashimoto
- Sanctuaire de Kasayama Sanbō Kōjin – Préfecture de Nara, Sakurai
- Sanctuaire de Honjaku-dō Sanbō Kōjin – Préfecture de Kanagawa, Kamakura, Jōmyō-ji
- Sanctuaire de Ōmiya Sanbō Kōjin (sanctuaire associé à Ōmiya Hachiman-jinja) – Préfecture de Tokyo, Suginami (fondé par Minamoto no Yoriyoshi)
- Temple de Kaidō-ji (dans le quartier de Shinagawa)
- Sanctuaire de Sanbō Kōjin-dō (sanctuaire associé à Asakusa-jinja) – Préfecture de Tokyo, Taitō
- Sanctuaire de Ōgoyama – Préfecture de Miyagi, Kakuda (mentionné dans le Fudoki d'An'ei)